# Плавучие театры Большой планеты
«Плавучие театры Большой планеты» или «Мир плавучего театра» (англ. Showboat World) — фантастический роман Джэка Вэнса, написанный в 1975 году. Первоначально роман назывался «Великолепные плавучие театры в нижней части течения реки Виссель округа XXIII провинции Люн на Большой планете» (англ. The Magnificent Showboats of the Lower Vissel River, Lune XXIII, Big Planet). Действие романа происходит на Большой планете, где также разворачивался сюжет одного из прошлых романов. Однако, связь между этими романами ограничивается лишь местом действия. Помимо этого в данном романе многообразие племён и цивилизаций Большой планеты описывается и демонстрируется «изнутри».

## Сюжет
Земные законы не действуют на Большой планете. Её население: анархисты, беглецы, религиозные диссиденты, мизантропы и наркоманы. Здесь в особом почете храбрость и смелость. Располагается эта планета на орбите, ближайшей к жёлтой звезде Федре — мир диаметром 40 000 километров.
На Большой планете местный владыка объявляет соревнование по театральным постановкам, победитель которого получит ценный приз. Аборигены, владельцы двух различных плавучих театров, вступают между собой в противостояние.
Вэнса поразительно мало интересовала романтика и пафос межгалактических войн. Автора больше увлекало выстраивание миров со сложными и объёмными социально-экономическими системами.